# MODE32
MODE32 war eine Software, die ursprünglich von Connectix für einige Modelle des Apple Macintosh hergestellt wurde. Es wurde ab 1991 zum Preis von 169 US-Dollar verkauft, bis am 5. September 1991 die Software unter den Lizenzbedingungen von Apple Computer kostenlos verfügbar wurde.

## Überblick
MODE32 behebt einen Fehler, der im ROM einiger früher Mac-Modelle (s. u.) der Jahre 1989–1990 enthalten war. Er verhinderte die Nutzung von mehr als 8 MiB RAM unter System 7. Diese Rechner waren ursprünglich zu Zeiten entwickelt worden, als das Betriebssystem noch nicht 32-bit-fähig war und daher die damals am Mac übliche 24-Bit-Adressierung verwendet wurde. Nach Erscheinen von System 7 kam dieser Fehler zum Tragen, da etwa der Mac SE/30 mit bis zu 128 MiB RAM ausgestattet werden konnte.
Connectix bot die Fehlerbehebung zum Verkauf an, bis die Unzufriedenheit der Kunden Apple zu einem Lizenzierungsabkommen mit Connectix veranlasste.
Die Software installiert sich als Kontrollfeld im System 7 und ermöglicht die Wahl der Option »32-Bit-Adressierung« im Speicher-Kontrollfeld. Ohne MODE32 ist diese Option nicht verfügbar.
MODE32 wird auf den betroffenen Modellen nur unter System 7 benötigt, und nur bei mehr als 8 MiB RAM. Unter System 6 kann Connectix OPTIMA verwendet werden, um mehr als 8 MiB für Programme nutzen zu können, oder Maxima für eine RAM-Disk in diesem Bereich. Sehr alte Mac-Software, typischerweise von vor 1990, ist u. U. nicht 32-bit-geeignet und muss im 24-Bit-Modus betrieben werden.

## 32-Bit Kompatibilität
Bei 24-Bit-Programmen wurden die beim Motorola-68000-Prozessor nicht per Anschlussleitungen nach außen geführten oberen 8 Bit des Adressregisters für interne Zwecke benutzt. Der Einsatz derartiger Software auf echten 32-Bit-Plattformen führt zu Falschadressierungen von Speicherzugriffen. Durch den fehlenden bzw. eingeschränkten Speicherschutz von System 7 zog das Starten eines solchen Programms in der Regel den sofortigen Systemabsturz nach sich.

## Betroffene Geräte
- Macintosh SE/30
- Macintosh II
- Macintosh IIx
- Macintosh IIcx

Alle anderen Macs benötigen kein MODE32, da sie entweder keine 32-Bit-Adressierung beherrschen, nicht mehr als 8 MiB RAM einbaubar sind oder das ROM bereits fehlerfrei ausgeliefert wurde und somit selbst den 32-Bit-Modus anbietet.